# جاناتان گالوان
جاناتان گالوان (انگلیسی: Jonathan Galván؛ زادهٔ ۲۵ ژوئن ۱۹۹۲) بازیکن فوتبال اهل آرژانتین است.